# 拉脫維亞步槍兵
拉脱维亚步枪兵起初是沙皇俄国于1915年第一次世界大战期间为保护波罗的海地区免受德国人的攻击而在拉脱维亚组建的军队，最初为志愿兵。1916年起从拉脱维亚人中招募。后总共招募了40000人。十月革命后，大批拉脱维亚步枪兵加入布尔什维克阵营，一度是布尔什维克唯一可以调度的军队，在镇压左翼社会革命党起义时起到了关键作用。

## 指挥官
- 1918年：约阿基姆·瓦采季斯